# Ebi
Pour les articles homonymes, voir Hamedi et Ebi.
Ebrahim Hamedi (né le 19 juin 1949 à Téhéran), mieux connu sous son nom de scène Ebi, est un chanteur iranien.

## Biographie

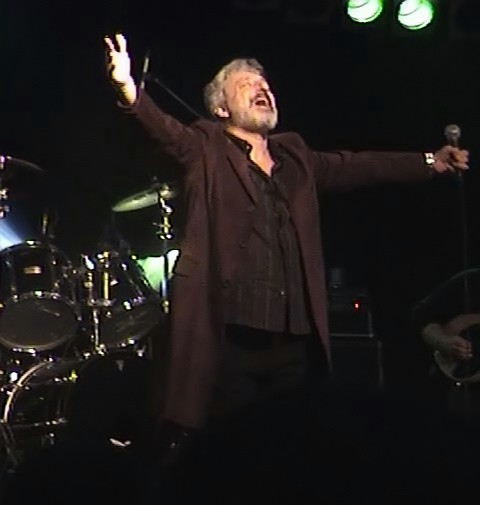
Ebi vit à Montréal, Canada

Ebi est né à Téhéran. Il est l'aîné de 4 sœurs et un frère. Il commence sa carrière avec un groupe appelé les « Sun Boys » qui fait quelques apparitions publiques couronnées de succès. Il continue ensuite sa carrière solo avec une chanson appelée « Attash », composée pour un film qui portait ce titre. C'est sa troisième chanson en solo, « Shab » (Nuit) qui le rend vraiment connu.  Au milieu des années 1970, il est repéré puis est formé par Mary Yeghyazarian qui s'occupait à l'époque de la découverte des jeunes talents et du développement au Ministère de l'art et de la culture. 
Au fur et à mesure que sa célébrité grandit, Ebi rencontre Shahram et Shahbal Shabpareh, des pionniers de la musique pop iranienne. Ebi et d'anciens membres des Sun Boys les rejoignent et forment ensemble les Black Cats, qui jouaient déjà au club Kochini, qui était un des night-clubs les plus célèbres de Téhéran avant 1979. Malgré le succès du groupe, Ebi se sépare afin de continuer sa carrière solo. 
Il sort par la suite quatre albums : Tapesh, Nāzi Nāz Kon, Shab zade et Gol-e Yakh. 
Ebi quitte l'Iran deux ans avant la révolution iranienne de 1979 pour une série de concerts aux États-Unis. Il y restera à cause de la révolution et continue sa carrière à Los Angeles. Il commence alors à chanter des chansons à la tonalité plus politique, comme le controversé « Khalij-e Fars » (Golfe Persique). Il produit une douzaine d'albums depuis les États-Unis. 
Depuis les années 2000, il a ralenti sa production musicale pour consacrer plus de temps à sa famille et à lancer des jeunes talents iraniens, comme il l'a fait pour Arash ou Navid & Omid.